# Alexandre Gavrilovic
Alexandre Gavrilovic (Strasburgo, 25 novembre 1991) è un cestista francese con cittadinanza serba.

## Palmarès
- Campionato bulgaro: 1

Balkan Botevgrad: 2018-19